# Helene Nyblom
Helene Augusta Nyblom (født Roed 7. december 1843 i København, død 9. oktober 1926 i Stockholm) var en dansk-svensk forfatterinde, datter af maleren Jørgen Roed.
1864 ægtede hun professor C.R. Nyblom. I begyndelsen af 1870'erne udgav hun nogle noveller som oversattes til svensk. Hun kaldte dem Noveller af H. (1875, 1876, 1879, 1881). Senere udgav hun tre samlinger Digte (1881, 1886 og 1894) og vedblev samtidig med sin novelleproduktion i bøgerne: Qvinnonöden (1888), Dikt och verklighet (1890), Fantasier (1896) samt eventyrsamlingen: Det var en gång (I—II 1897—98), Sju flickor (1915), Gamla violinen (1916), En sagokrans (1918) og flere.
Nybloms digtninge og noveller er formsikre, men af en vis afglattet harmoni, der giver læseren et lidt tamt indtryk. Men sammen med sin af mange højtskattede forfatterproduktion har Nyblom tillige skrevet afhandlinger om De Amicis, Ibsen, Turgenjev og flere og opsatser om Konst och lyx, Konst i hantverket, Hantverk i konsten, Sanning på scenen, Tendensdikt og mange andre. Endvidere må nævnes Sveriges skans, ett ord om och till svenskarna (1893), Den svenska och danska nationalkarakteren (1900), og endelig hendes også for danske interesserede Mina levnadsminnen 1843—1918 (2 bind, Stockholm 1922).